# طومي كيرك
طومي كيرك (بالإنجليزية: Tommy Kirk) هو ممثل أمريكي، ولد في 10 ديسمبر 1941 بلويفيل في الولايات المتحدة. من الجوائز التي نالها دزني ليجندز (اساطير دزني) سنة 2006.

## جوائز
- دزني ليجندز (اساطير دزني) (2006)

## وصلات خارجية
- طومي كيرك على موقع IMDb (الإنجليزية)
- طومي كيرك على موقع ميتاكريتيك (الإنجليزية)
- طومي كيرك على موقع روتن توميتوز (الإنجليزية)
- طومي كيرك على موقع ألو سيني (الفرنسية)
- طومي كيرك على موقع ميوزك برينز (الإنجليزية)
- طومي كيرك على موقع أول موفي (الإنجليزية)
- طومي كيرك على موقع قاعدة بيانات الأفلام السويدية (السويدية)
- طومي كيرك على موقع إن إن دي بي (الإنجليزية)
- طومي كيرك على موقع ديسكوغز (الإنجليزية)
- طومي كيرك على موقع قاعدة بيانات الفيلم (الإنجليزية)